# Vaspurakan

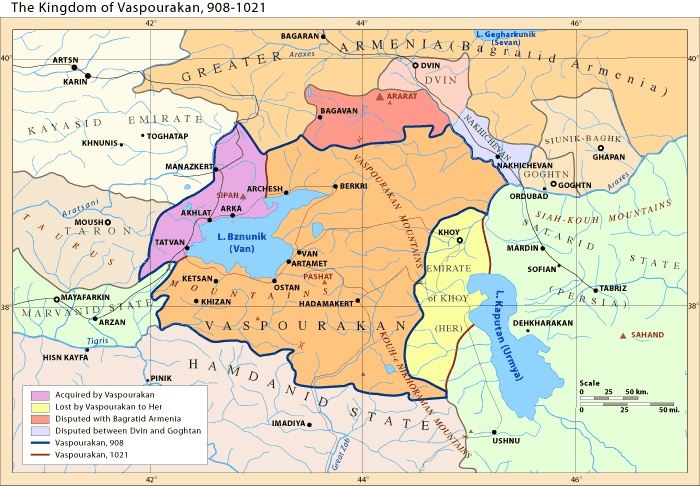
Il regno del Vaspourakan, 908-1021

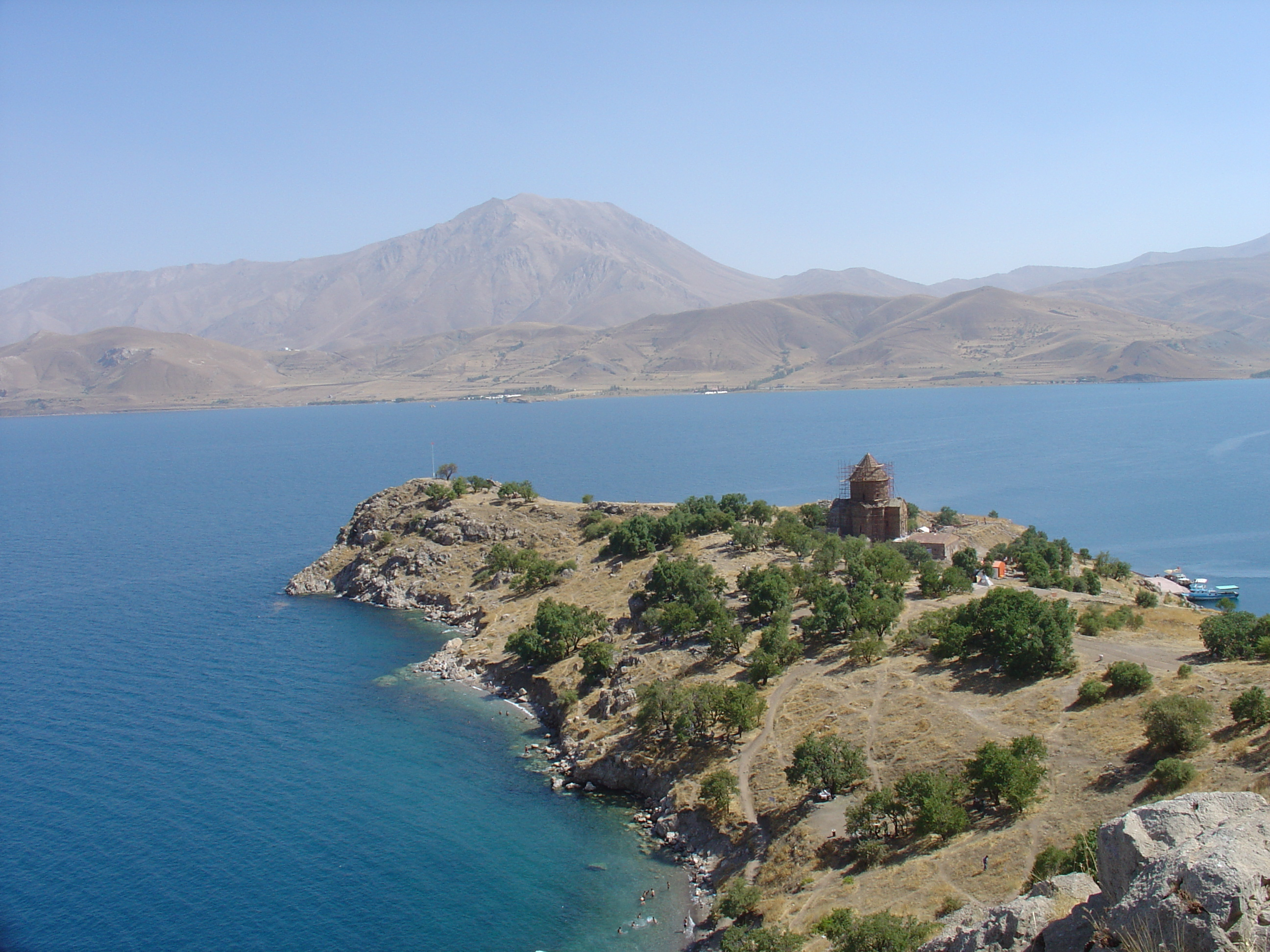
L'isola di Aghtamar, la residenza di Re Gagik I (908-943/944)

Vaspurakan (anche traslitterato con Vasbouragan nell'Armenia occidentale; in armeno Վասպուրական?, che significa "terra nobile" o "terra di prìncipi") fu inizialmente una provincia, e dunque un regno dell'Armenia Maggiore durante il medioevo. Incentrata intorno al lago di Van, la regione viene considerata la culla della civiltà armena. Durante la maggior parte della sua storia fu governata dalla dinastia degli Artsruni, che per prima creò un principato in questa regione. Durante la sua più grande estensione, il Vaspurakan comprendeva le terre tra i laghi di Van e Urmia (anche note come Kaputan) nel 908. Durante questo tempo esse furono sotto la sovranità del regno di Ani. Contrariamente al Vaspourakan, l'Armenia bagratide continuò a combattere energicamente le forze invasori. Nel 1021, i turchi Selgiuchidi subirono una dura sconfitta ad opera dell'esercito armeno, condotto da Vasak Pahlavouni, morto durante la battaglia.
Vaspurakan venne elevata a regno nel 908. Annessa all'Impero bizantino nel 1021 divenne nota come provincia di Basprakania o Media. Intorno al 1050 l'intera provincia di Basprakania venne a fondersi con quella di Taron.
Il regno del Vaspurakan non ebbe alcuna capitale specifica, dato che il re si spostava con la sua corte, trasferendosi da un luogo all'altro – Van, Ostan/Vostan (odierna Gevaş), e così via.

## Regnanti
- Hamazasp II, Principe (800-836). Sposò una figlia di Ashot Msaker della famiglia dei Bagratidi.
- Ashot I Abulabus Ardzruni, Principe (836-852). Figlio di Hamazasp II.
- Gurgen I Ardzruni, Principe (852-853). Fratello di Ashot I.
- Abu Ja'far Ardzruni, Principe (853-854). Probabilmente fratello di Ashot I.
- Gurgen II Ardzruni di Mardastan, Principe. (854-857). Lontano parente.
- Grigor Derenik Ardzruni, Principe (857-868). Sposò Sofia, figlia di Ashot I Bagratuni il Grande, Principe di Armenia. Figlio di Ashot I Ardzruni.
- Ashot I Abulabus Ardzruni, Principe (868-874). Secondo con lo stesso nome.
- Grigor Ardzruni, Principe (874-887). Secondo con lo stesso nome.
- Gagik Abu Morvan Ardzruni, reggente di Sargis Ashot (887-897), dunque Principe (897-898).
- Sargis Ashot, Principe (898-900). Figlio di Grigor Ardzruni.
- Emir Afshin (900).
- Safi, come governatore di Van (900-901).
- Sargis Ashot (901-904). Ristabilito.
- Khatchik Gagik III Ardzuni, Signore di Rechtuniq (887-897). Principe del Vaspurakan nord-occidentale (904-937). Re di Vaspurakan (937-943). Fratello di Sargis Ashot.
- Gurgen III Artzruni, Signore di Parskahaiq (887-897). Principe del Vaspurakan sud-orientale (904-925). Fratello di Sargis Ashot.
- Derenic Ashot III, Re (943-953). Figlio di Gagik III.
- Abushal Hamazasp III, Re (953-972). Fratello di Derenic Ashot III.
- Ashot Sahak, King (972-983). Figlio di Abushal Hamazasp III.
- Gurgen Khatchik, Re (983-1003) e Signore di Antzevaziq. Fratello di Ashot Sahak.
- Senekerim-Hovhannes Artsruni, Re (1003-1021) e Signore di Rechtuniq. Anche re di Sebaste (1021). Fratello di Gurgen Khatchik.

Dopo l'annessione bizantina, la dinastia continuò con Derenic, figlio di Gurgen Khatchik, che divenne signore di Antzivaziq nel 1004 ed ebbe due fratelli: Gugik e Ashot. Anche Re Seneqerim ebbe diversi figli tra cui David, Atom, Abushal e Costantino. Un personaggio della storia medievale portoghese, Mendo Alão, è da alcune fonti collegato a Senekerim avendone sposato una figlia. David ebbe una figlia che sposò Re Gagik II di Ani.
Un altro ramo della famiglia compare nella persona di Khatchik il Grande nel 1040, il quale ebbe tre figli: Hasan, Jenjluk e Ishkhanik. Hasan ebbe un figlio chiamato Abelgharib il quale a sua volta ebbe una figlia che andò in sposa a Re David di Ani.

## Cantoni
Vapusrakan venne divisa in 35 cantoni o distretti che di solito prendono il nome dal nashrakar (capo cantone) locale che li governò:
- Aghiovit
- Aghvandrot
- Akeh
- Andzakhidzor
- Antzevasiq - governò per l'Antzevatsi.
- Arberani
- Archishaovit
- Arnoyotn
- Artavanian
- Artashesian
- Artaz
- Atrpatunik
- Bagan
- Bujnunik
- Bogunik
- Darni
- Ervandunik
- Gavityan
- Gazrikan
- Gokhten
- Gukan
- Kirchunik
- Kughanovit
- Mardastan
- Metz Aghbak
- Metznunik
- Nakhichevan
- Rechtuniq - governò per il Rechtuni.
- Patspatounik
- Palouniq
- Taygirian
- Tchevashrot
- Tornavan
- Tosb
- Varajnuniq - governò per il Varajnuni.

## Siti di interesse
- La vecchia città di Van
- Primo Catholicosato armeno di Aghtamar sull'Isola di Aghtamar o Aktamar
- Varagavank, un monastero armeno sui pendii del Monte Varag (9 km. a est di Van), fondato da Re Sennacherib-Giovanni all'inizio del suo regno (1003-1024).  Divenne il più ricco e più celebrato monastero della zona del lago di Van.  Qui Khrimian Hayrik fondò Arciv Vaspurakani (L'Aquila del Vaspurakan), il primo giornale stampato in Armenia.  L'arcivescovo di Van vi dimorò fino al tardo XIX secolo.[4]  Il 30 aprile 1915, l'esercito turco distrusse il monastero; le sue rovine sono ancora visibili.
- Il monastero di San Gregorio l'Illuminatore, nei pressi del Monte Varag
- Naregavank, un monastero armeno distrutto nel X secolo dove venne sepolto Krikor Naregatsi o Gregorio di Narek
- Karmravank, un monastero armeno del X secolo sulle rive del Lago di Van
- Monastero di San Gregorio di Goms, sulle rive più meridionali del Lago di Van
- Monastero di San Tommaso, vicino alle rive del Lago di Van
- Monastero di San Bartolomeo
- La Chiesa di Santa Croce a Soradir
- Hayots Dzor (adesso pianura di Gürpınar), la valle in cui il progenitore armeno Haik sconfisse il re assiro Bel
- Haykaberd (adesso Çavuştepe), il castello costruito da Hayk a Hayots Dzor
- Pianura di Avarayr
- Monastero di San Taddeo
- Monastero di Santo Stefano

## Galleria d'immagini

Cattedrali e monasteri armeni nel Vaspurakan
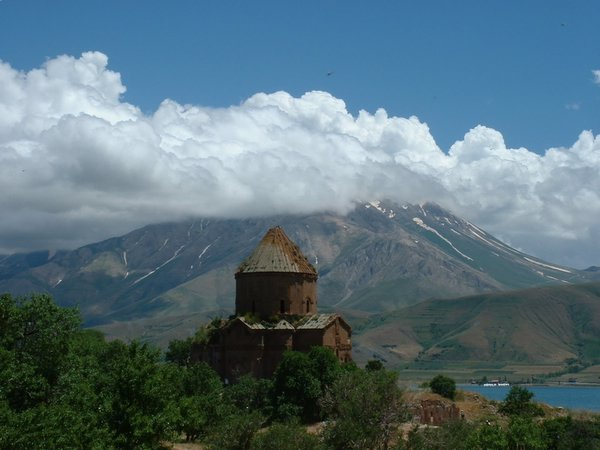
Cattedrale della Croce Santa (X secolo) sull'Isola di Akhtamar
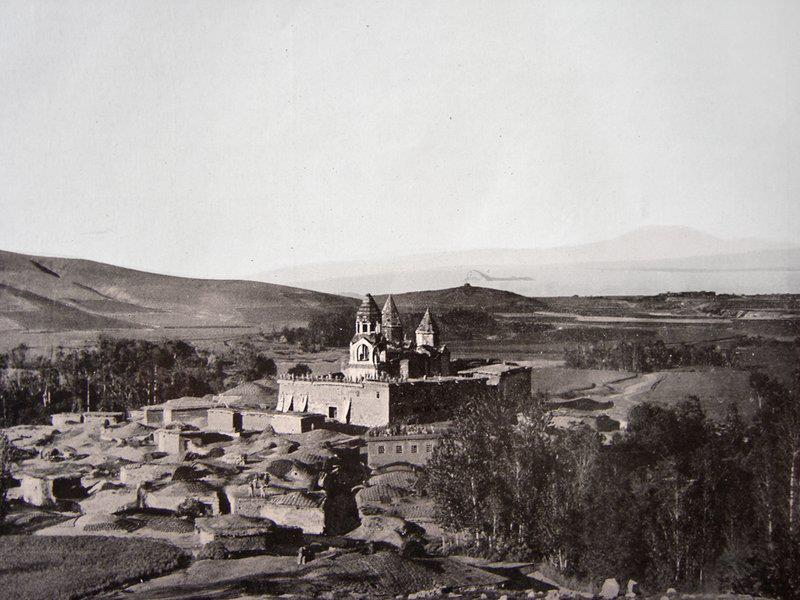
Monastero di Narek (X secolo) sulle rive del lago di Van
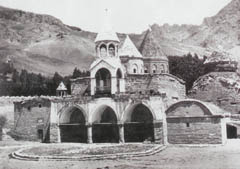
Monastero di Varag (XI secolo) ai piedi del Monte Varag nei pressi di Van
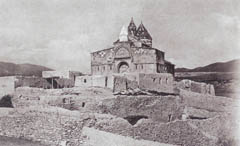
Monastero di San Bartolomeo (XII secolo)
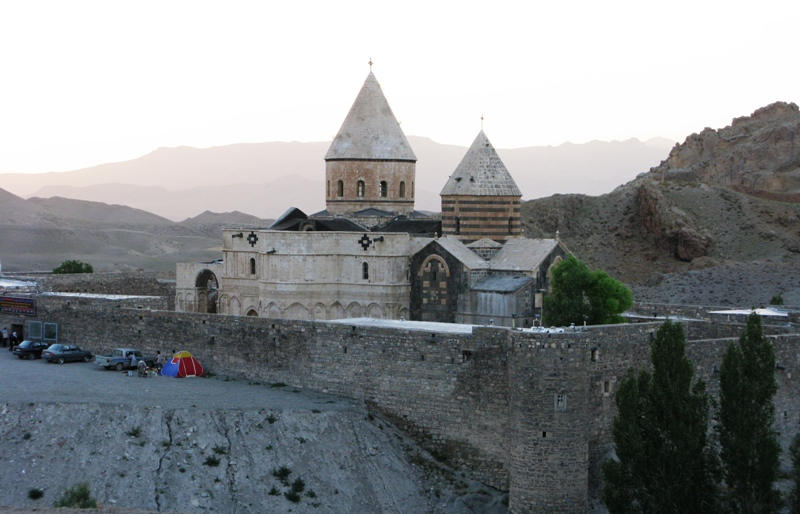
Monastero di San Taddeo (XIV secolo) nell'Iran nord-occidentale
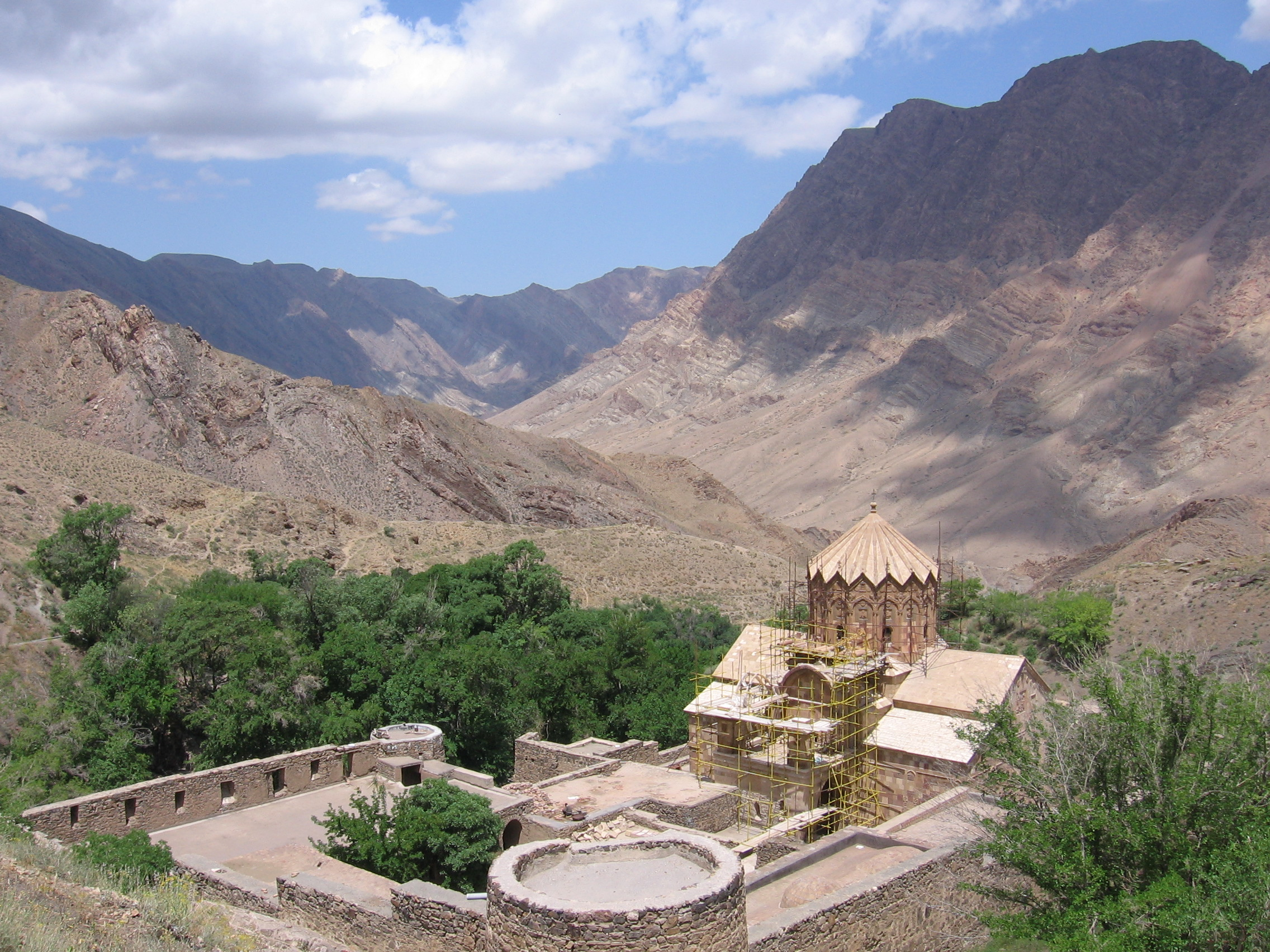
Monastero di Santo Stepano nell'Iran nord-occidentale